# Tadeusz Głazek
Tadeusz Głazek (ur. 15 października 1927 w Sadłowicach, zm. 19 lutego 1997 w Szczecinie) – polski botanik, profesor, autor około 130 prac naukowych, członek Polskiej Akademii Nauk i Polskiego Towarzystwa Botanicznego.
Liceum i Wyższą Szkołę Pedagogiczną ukończył w Łodzi. W 1951 trafił jako nauczyciel do Stargardu Szczecińskiego, gdzie pracował do 1964. W międzyczasie w 1958 uzyskał stopień magistra na Wydziale Biologii i Nauk o Ziemi Uniwersytetu im. Adama Mickiewicza w Poznaniu. Prowadził badania botaniczne na Pomorzu Zachodnim we współpracy ze Stefanem Kownasem, a pod kierunkiem Zygmunta Czubińskiego wykonał pracę doktorską obronioną w 1965, dotyczącą roślinności kserotermicznej stron rodzinnych – Wyżyny Sandomierskiej i Przedgórza Iłżeckiego. Stopień doktora habilitowanego otrzymał na podstawie rozprawy Zespoły leśne północno-wschodniego i wschodniego przedpola Gór Świętokrzyskich na Uniwersytecie Poznańskim w 1972. 
W latach 1964-1974 pracował w Wyższej Szkole Rolniczej w Szczecinie (od 1972 Akademii Rolniczej w Szczecinie), następnie przez rok – na Uniwersytecie Śląskim w Katowicach, w latach 1975-1985 w Wyższej Szkole Pedagogicznej w Kielcach, a od 1986 – na Uniwersytecie Szczecińskim, gdzie został kierownikiem Zakładu Botaniki Ogólnej. 
W 1982 otrzymał tytuł profesora nadzwyczajnego, a w 1993 – tytuł profesora zwyczajnego.
Jego prace badawcze dotyczyły czterech pól: florystyki, fitosocjologii, autekologii i ochrony przyrody i realizowane były głównie w rejonie Gór Świętokrzyskich.

## Nagrody i odznaczenia[4]
- nagroda zespołowa I° Ministra Administracji, Gospodarki Terenowej i Ochrony  Środowiska (1983)
- nagroda Ministra Nauki i Szkolnictwa Wyższego III° (1987)
- Złoty  Krzyż Zasługi (1973)
- Krzyż Kawalerski Orderu Odrodzenia Polski (1983)
- Medal Komisji Edukacji Narodowej (1985)